# Laelia striata
Laelia striata är en fjärilsart som beskrevs av Alfred Ernest Wileman 1910. Laelia striata ingår i släktet Laelia och familjen tofsspinnare. Inga underarter finns listade i Catalogue of Life.